# NGC 1647
NGC 1647 (بالإنجليزية: NGC 1647)‏ الذي يرمز له بالرمز NGC 1647، وCollinder 54، وOCl 457.0، وMelotte 26، هو عنقود مفتوح، يقع على بعد 1760 سنة ضوئية من الأرض، في كوكبة الثور (كوكبة)، يتبع ذراع الجبار.

## الاكتشاف
اكتشف في 15 فبراير 1784، بواسطة ويليام هيرشل.